# Al-Hilal Al-Ubayyid
Al-Hilal SC es un equipo de fútbol de Sudán que juega en la Primera División de Sudán, la primera categoría de fútbol en el país.

## Historia
Fue fundado en el año 1931 en la ciudad de Al-Ubayyid de la región de Kordofán del Norte, pero fue hasta el año 2016 que consigue su primer logro importante, el cual es llegar a la final de la Copa de Sudán, la cualperdieron ante el Al-Hilal Omdurmán.
Debido a que Al-Hilal Omdurmán había clasificado para la Liga de Campeones de la CAF 2017, el lugar del campeón de la Copa de Sudán fue tomado por el Al-Hilal SC para la Copa Confederación de la CAF 2017, su primer torneo continental, en donde fueron eliminados en los cuartos de final por el TP Mazembe de la República Democrática del Congo.

## Participación en competiciones de la CAF
| Temporada | Torneo                       | Ronda            | Club                     | Casa | Visita | Global      |
| --------- | ---------------------------- | ---------------- | ------------------------ | ---- | ------ | ----------- |
| 2017      | Copa Confederación de la CAF | Preliminar       | St Michel United FC      | 2-0  | 1-0    | 3-0         |
| 2017      | Copa Confederación de la CAF | 1                | Sanga Balende            | 1-0  | 0-1    | 1-1 (5-3 p) |
| 2017      | Copa Confederación de la CAF | Playoff          | GPA                      | 3-0  | 1-1    | 4-1         |
| 2017      | Copa Confederación de la CAF | Fase de grupos   | ZESCO United FC          | 1-0  | 0-3    | 2.º lugar   |
| 2017      | Copa Confederación de la CAF | Fase de grupos   | CRD do Libolo            | 2-0  | 0-1    | 2.º lugar   |
| 2017      | Copa Confederación de la CAF | Fase de grupos   | Smouha SC                | 2-1  | 1-1    | 2.º lugar   |
| 2017      | Copa Confederación de la CAF | Cuartos de final | TP Mazembe               | 1-2  | 0-5    | 1-7         |
| 2018      | Copa Confederación de la CAF | 1                | Olympique Star           | 6-0  | 0-0    | 6-0         |
| 2018      | Copa Confederación de la CAF | 2                | UD Songo                 | 2-1  | 1-3    | 3-4         |
| 2018/19   | Copa Confederación de la CAF | 1                | Mukura Victory Sports FC | 0-0  | 0-0    | 0-0 (4-5 p) |
| 2020/21   | Copa Confederación de la CAF | 1                | Namungo FC               | 3-3  | 0-2    | 3-5         |